# 龍舌蘭日出
龙舌兰日出（英語：Tequila Sunrise），以少量墨西哥生产的龙舌兰酒加大量鲜橙汁佐以红石榴糖浆调制而成。辅以橙角或红櫻桃装饰，高身的香槟杯会赋予它优雅的气质。夏季特饮，色彩艳丽鲜明，由黄逐步到红，像日出时天空的颜色，极具卖相。